# Personal Luxury Cars

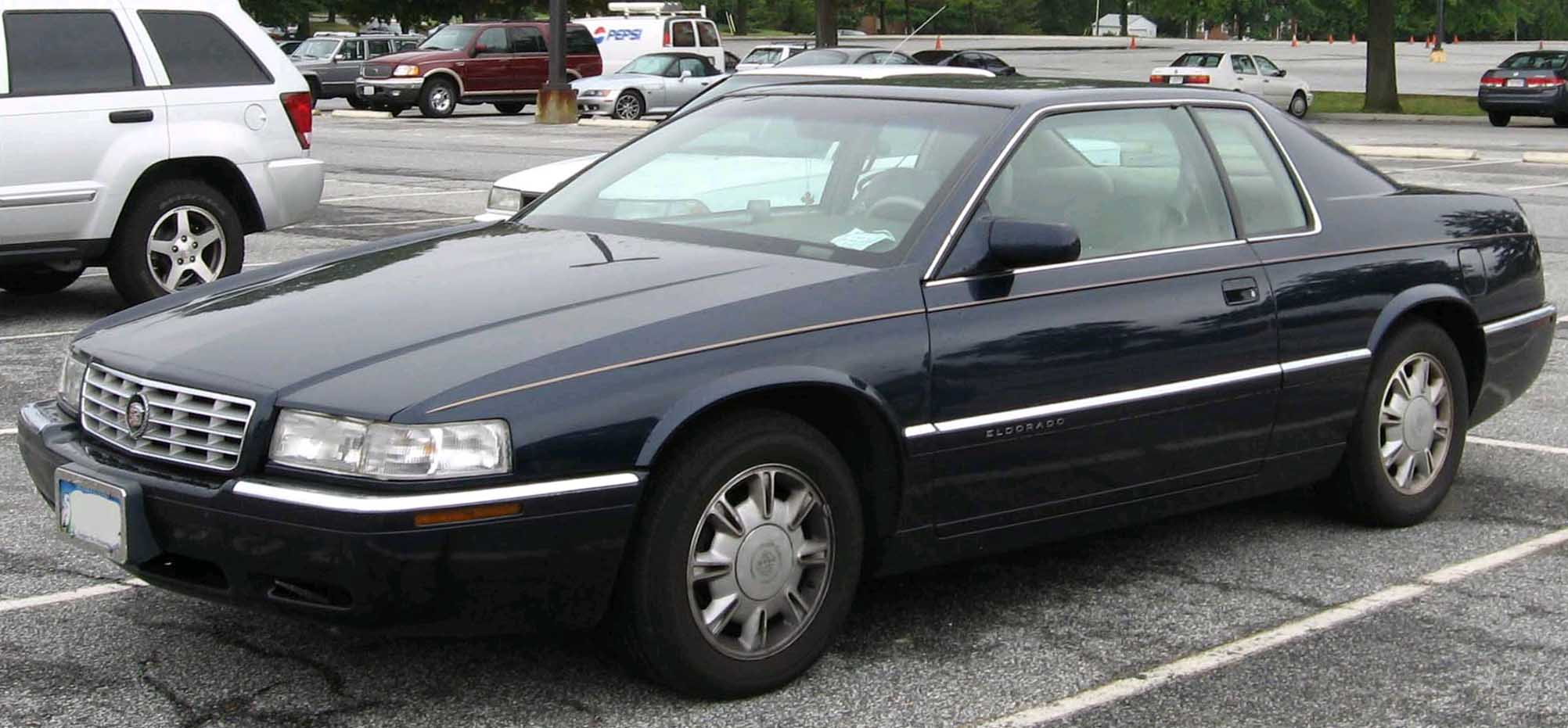
Cadillac Eldorado – einer der letzten Vertreter dieser Fahrzeugkategorie

Personal Luxury Cars ist eine überholte, vor allem in den USA lange geläufige, aber ungenaue Klassifizierung bestimmter Pkw-Modelle. Gemeint sind damit in der Regel zweitürige, coupéähnliche Fahrzeuge (seltener auch Cabriolets) mit vier bis sechs Sitzen und einer Formgebung, die sich von den anderen Modellen des jeweiligen Herstellers möglichst deutlich abhebt. Anfangs gehörten vordere Einzelsitze mit Mittelkonsole zur Ausstattung. Der Begriff wird in der Regel nur für US-amerikanische Fahrzeuge angewendet, passt im Prinzip aber auch auf etliche europäische und japanische Automobile. 
Personal Luxury Cars lassen sich des Weiteren nicht einer bestimmten Preisklasse zuordnen und sind technisch eng an die Volumenmodelle angelehnt, um Herstellungs- und Entwicklungskosten zu sparen respektive bestehende Ressourcen wie z. B. Motoren, Türen und andere Komponenten (manchmal sogar ganze Bodengruppen) oder Scheiben besser zu nutzen. Personal Luxury Cars hatten oft einen kürzeren Radstand und größeren Überhang bei leicht kürzerer Gesamtlänge. 
Personal soll dabei suggerieren, dass diese Fahrzeuge besonders an die „persönlichen“ Wünsche und Bedürfnisse des Besitzers angepasst seien – wobei der Hersteller jeweils recht deutliche Vorstellungen von dem hatte, was sich der Kunde wünschte. Die meiste Verbreitung fanden die Personal Luxury Cars in der zweiten Hälfte der 1960er bis Ende der 1970er Jahre.

## Herkunft

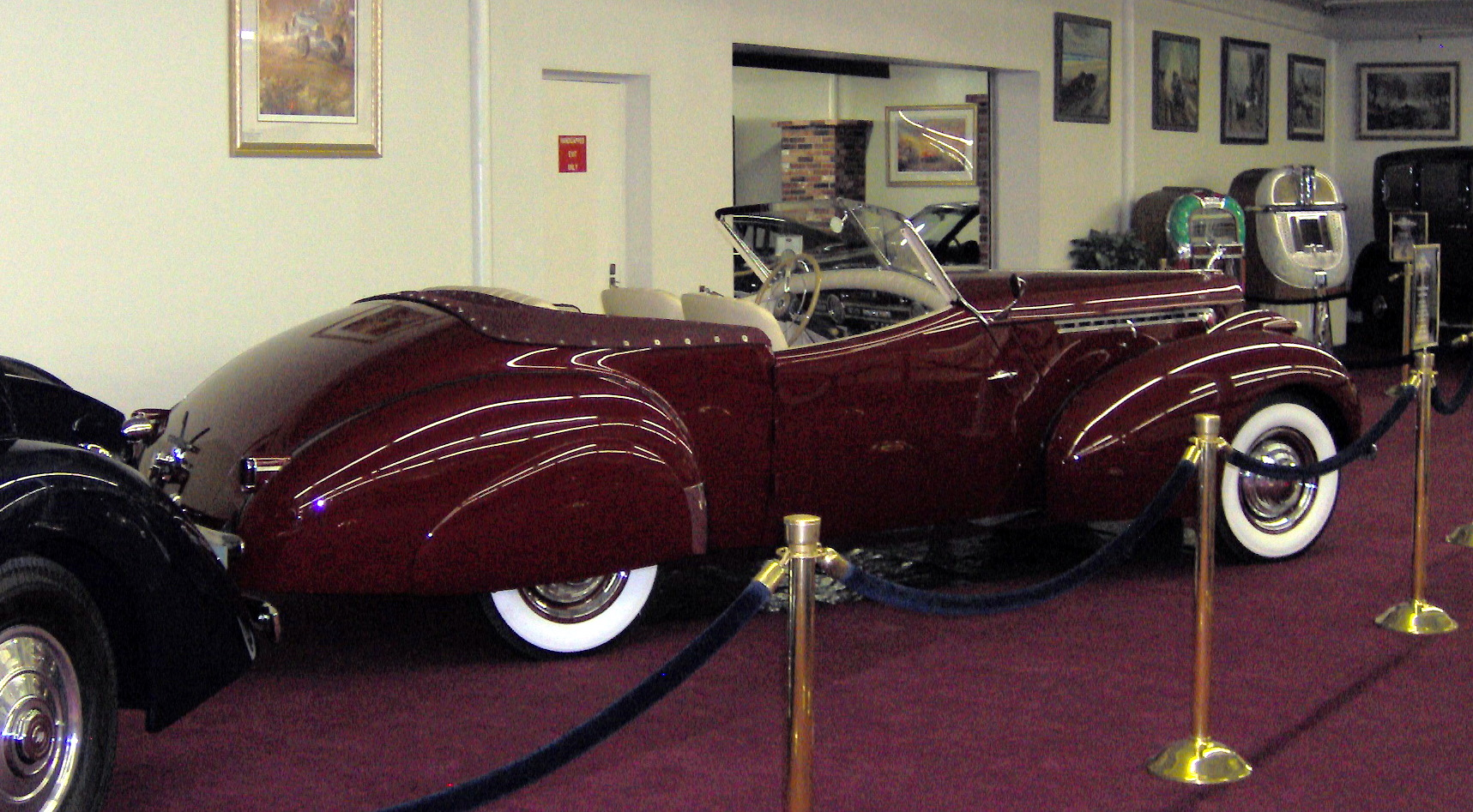
Den Packard One-Twenty Darrin Convertible Victoria von 1940 kann man als Vorläufer der Personal Luxury Cars sehen

Im Unterschied etwa zum Konzept des Gran Turismo oder Sportcoupés stand bei Personal Luxury Cars eher die luxuriöse Ausstattung gegenüber der Sportlichkeit im Vordergrund, obwohl die Wahl der entsprechenden Optionen das Fahrzeug durchaus zum Muscle Car machte.
Bereits vor dem Aufkommen dieser Bezeichnung gab es individualisierte Fahrzeuge nach ähnlichem Konzept. Beispiele sind neben den vielen individuell gestalteten Karosserien von spezialisierten Firmen etwa der erste Lincoln Continental (1940–1948) oder das Victoria Convertible von Darrin, erhältlich in den Packard-Baureihen 120 und 180. Alle erschienen in den Verkaufskatalogen der Hersteller. Ebenso erfüllte das Quartett der Dream Cars von 1953, Cadillac Eldorado, Buick Skylark, Oldsmobile Fiesta und Packard Caribbean die Voraussetzungen die gemeinhin an diese Kategorie gestellt werden. Während Fiesta und Skylark nach kurzer Zeit verschwanden, blieben Caribbean und Eldorado einige Zeit im Programm. Von beiden gab es später auch Coupés, der Eldorado wurde zu einer eigenen Modellreihe ausgebaut. Seine Neuauflage 1967 ist indes ein typischer Personal Luxury Car.
Chrysler brachte 1955 den C-300 heraus, der allerdings sportlich genug ausfiel, um auch als einer der wenigen US-amerikanischen Gran Turismo durchgehen zu können. Ford doppelte im Jahr darauf mit dem grandiosen Continental Mark II nach, für den sogar eigens eine Marke geschaffen wurde. Der Studebaker Hawk ist ein Beispiel für die vielseitige Anwendung der Personal-Idee, er war je nach Wunsch des Kunden ein elegantes Alltagsauto, ein sportliches Coupé für die Gattin oder ein brachiales Muscle Car. Beispiele für frühe, kleinere Personal Luxury Cars sind der Hudson Italia oder der Nash Palm Beach. Allerdings wurden diese Fahrzeuge zu ihrer Zeit kaum als Personal Luxury Car bezeichnet.

## Entwicklung

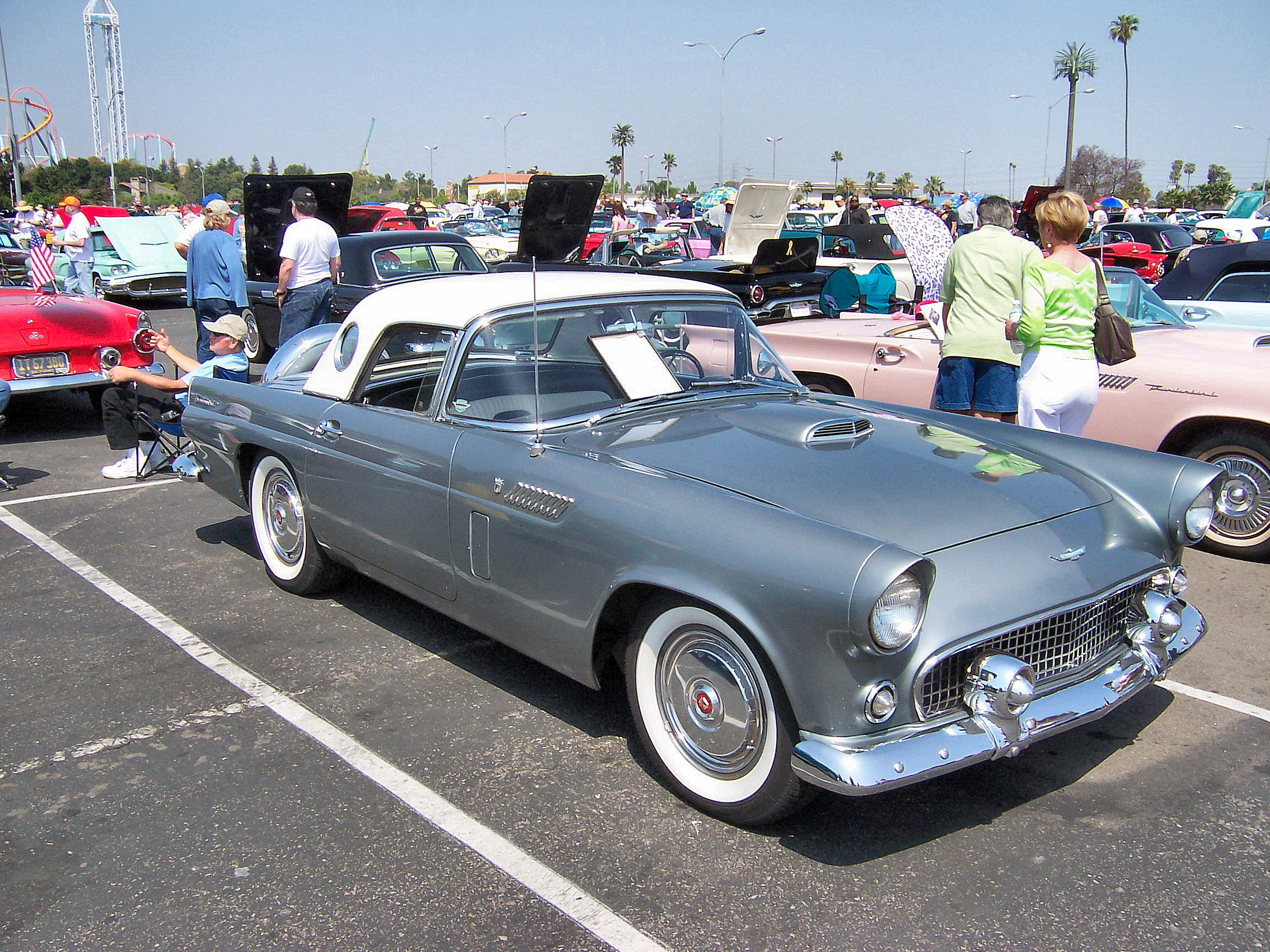
Ford Thunderbird der 1. Generation (1956)

In Gebrauch kam der Begriff Personal Luxury Car nach der Einführung des Ford Thunderbird im Jahr 1954 (Ford bezeichnete den Zweisitzer als Personal Car, da er mit der komfortbetonten Ausstattung und dem weichen Fahrwerk nach den damaligen Vorstellungen nicht eigentlich einen Sportwagen darstellte), insbesondere aber nach der Vorstellung des viersitzigen Thunderbird im Modelljahr 1958. Ob der geschlossenen Variante jeweils ein Cabriolet („Convertible Coupe“) zur Seite gestellt wurde, war vor allem eine Marketingentscheidung.

## Die Personal Luxury Cars der 1950er- und 1960er-Jahre

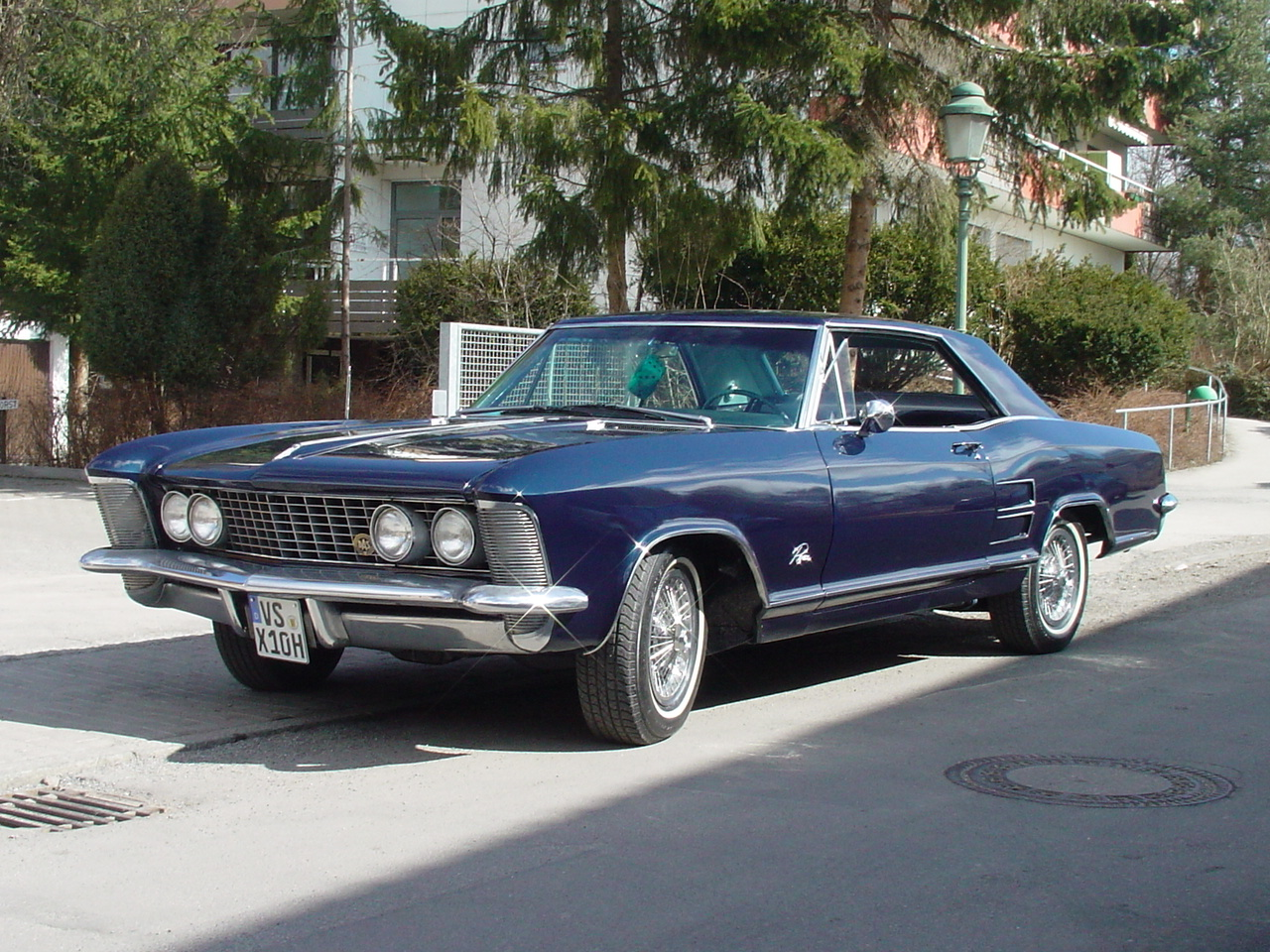
Der Buick Riviera von 1963 war wegweisend für die Entwicklung der Personal Luxury Cars und gilt heute noch als Design-Ikone

In dieser Zeit kam der Begriff Personal Luxury Car allmählich auf. Stilbildend waren der erwähnte Ford Thunderbird der 2. Generation und der Chrysler 300B - L. Von beiden gab es sowohl Coupés wie auch als Cabriolets. Weitere Vertreter waren
- Dodge Charger
- Buick Riviera
- Cadillac Eldorado (ab 1967)
- Oldsmobile Toronado
- Pontiac Grand Prix (ab 1964)

Bedingt passt auch der Mercury Cougar dazu der zwischen Pony Car und Personal Luxury Car angesiedelt war. Eine Sonderstellung kommt dem Chrysler Turbine Car zu: Das Design erfüllt alle Vorgaben eines Personal Luxury Cars und er war zweifellos ein wichtiger Ideenträger. Seine eigentliche Aufgabe war aber das Ausloten der Turbinentechnik in einem Feldversuch; das Design nahm Rücksicht auf das öffentliche Interesse und die daraus resultierende Presse-Präsenz.

## Die Personal Luxury Cars der 1970er- und 1980er-Jahre
Die große Zeit diese Fahrzeugkategorie waren die 1970er und frühen 1980er Jahre. Praktisch jeder Hersteller hatte ein Personal Luxury Car im Angebot. Bei Chrysler machte die Marke Plymouth nicht mit, Oldsmobile ging eigenartigerweise den umgekehrten Weg und stellte sein konventionelles Cutlass Coupé auf die K-Plattform von Chevrolet Monte Carlo und Pontiac Grand Prix. Andersherum AMC: Als für den Matador ein Facelift anstand wurde das Coupé völlig eigenständig geformt, einen eigenen Namen erhielt es aber nicht.
General Motors
- Chevrolet Monte Carlo
- Pontiac Grand Prix (bis 1987)
- Oldsmobile Toronado
- Buick Riviera
- Cadillac Eldorado (ab 1967)

Ford Motor Company

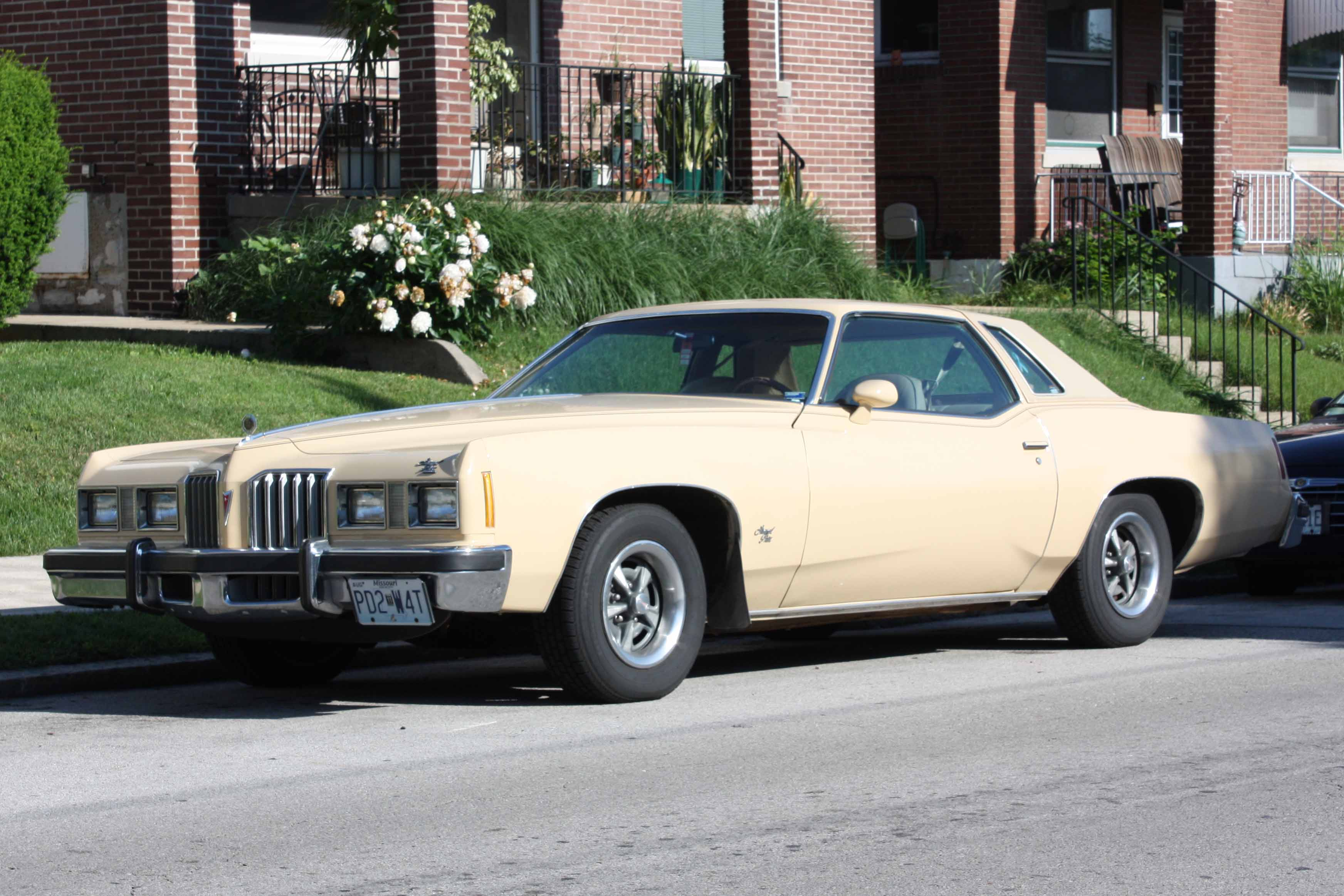
Pontiac Grand Prix von 1977. Diese Basisversion war ein Sechssitzer mit durchgehender Sitzbank vorn

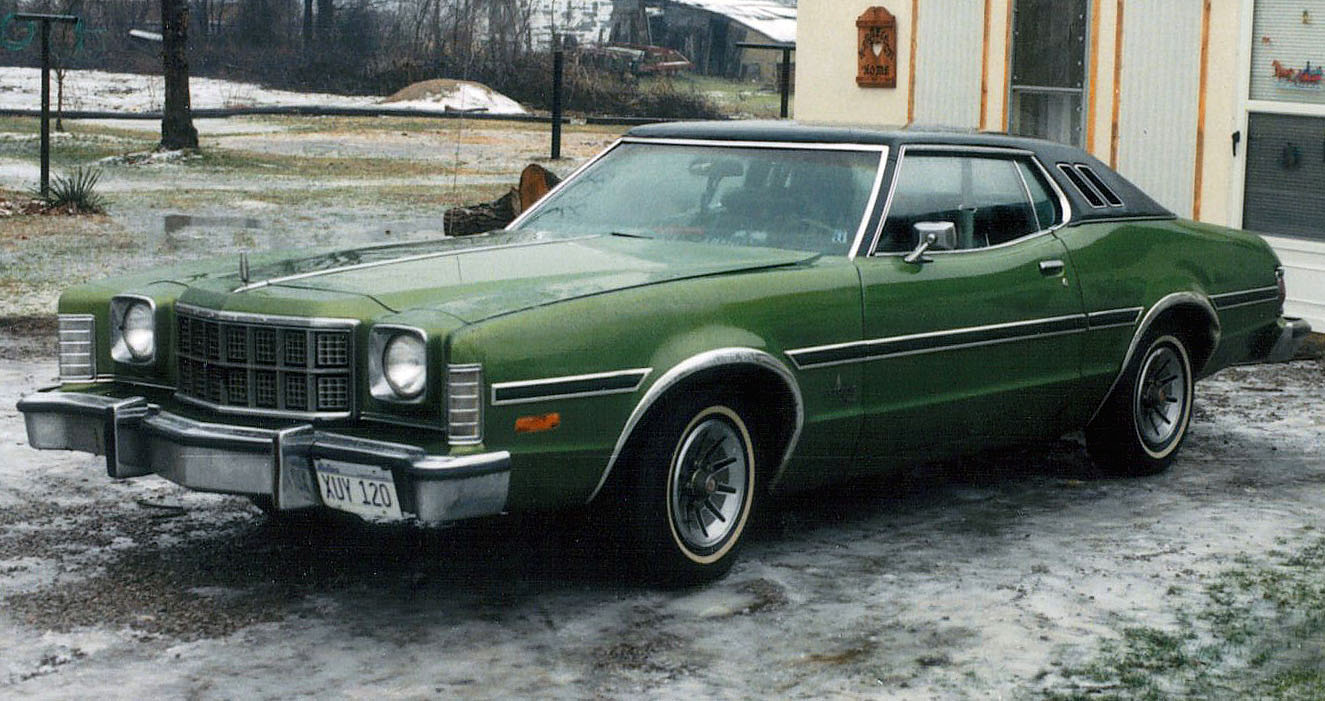
Ford Elite (1976)

- Ford Thunderbird (Oberklasse, bis 1976)
- Ford Elite
- Ford Thunderbird (Mittelklasse, ab Modelljahr 1977)

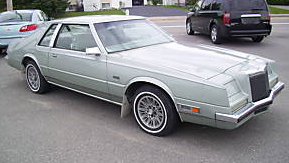
Den Imperial von 1981 bis 1983 gab es nur als ’’Personal Luxury’’ Coupé; hier die Version von 1981

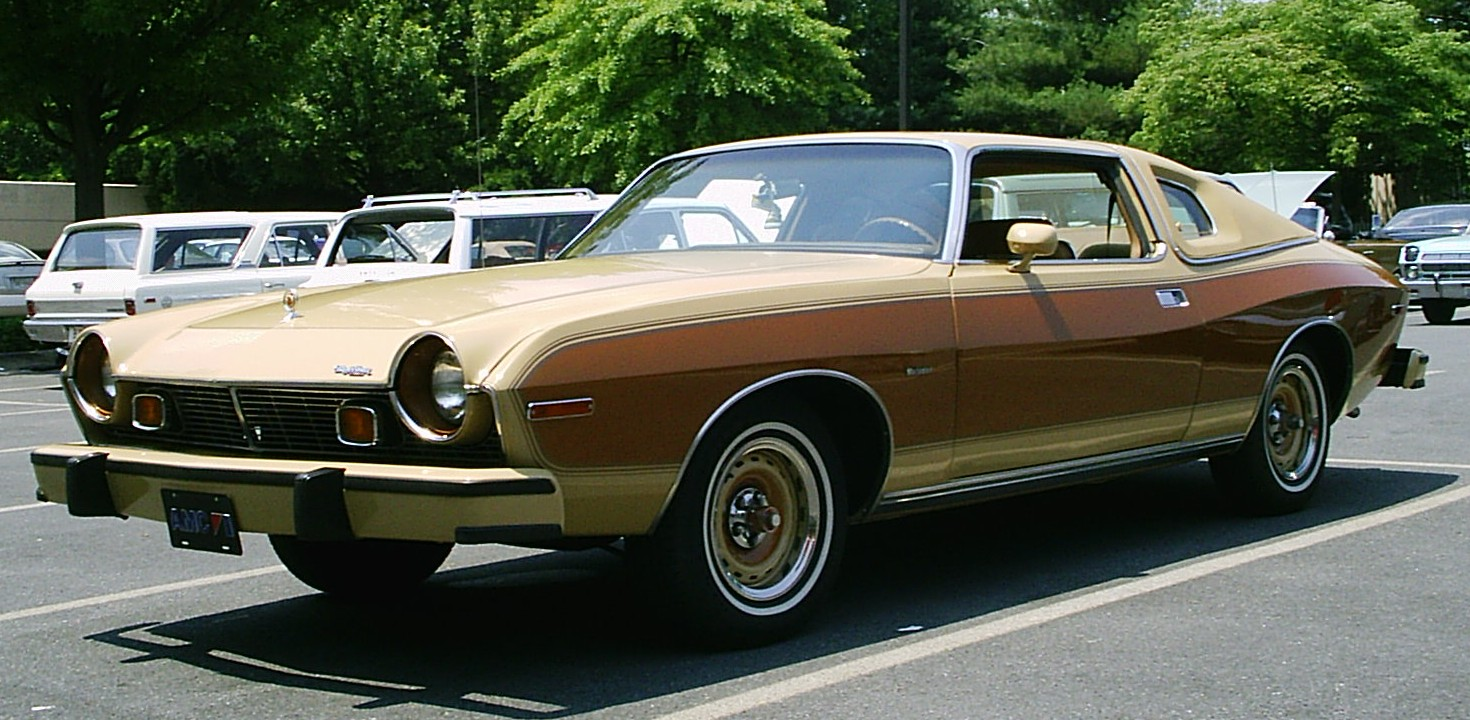
AMC Matador Barcelona von 1977

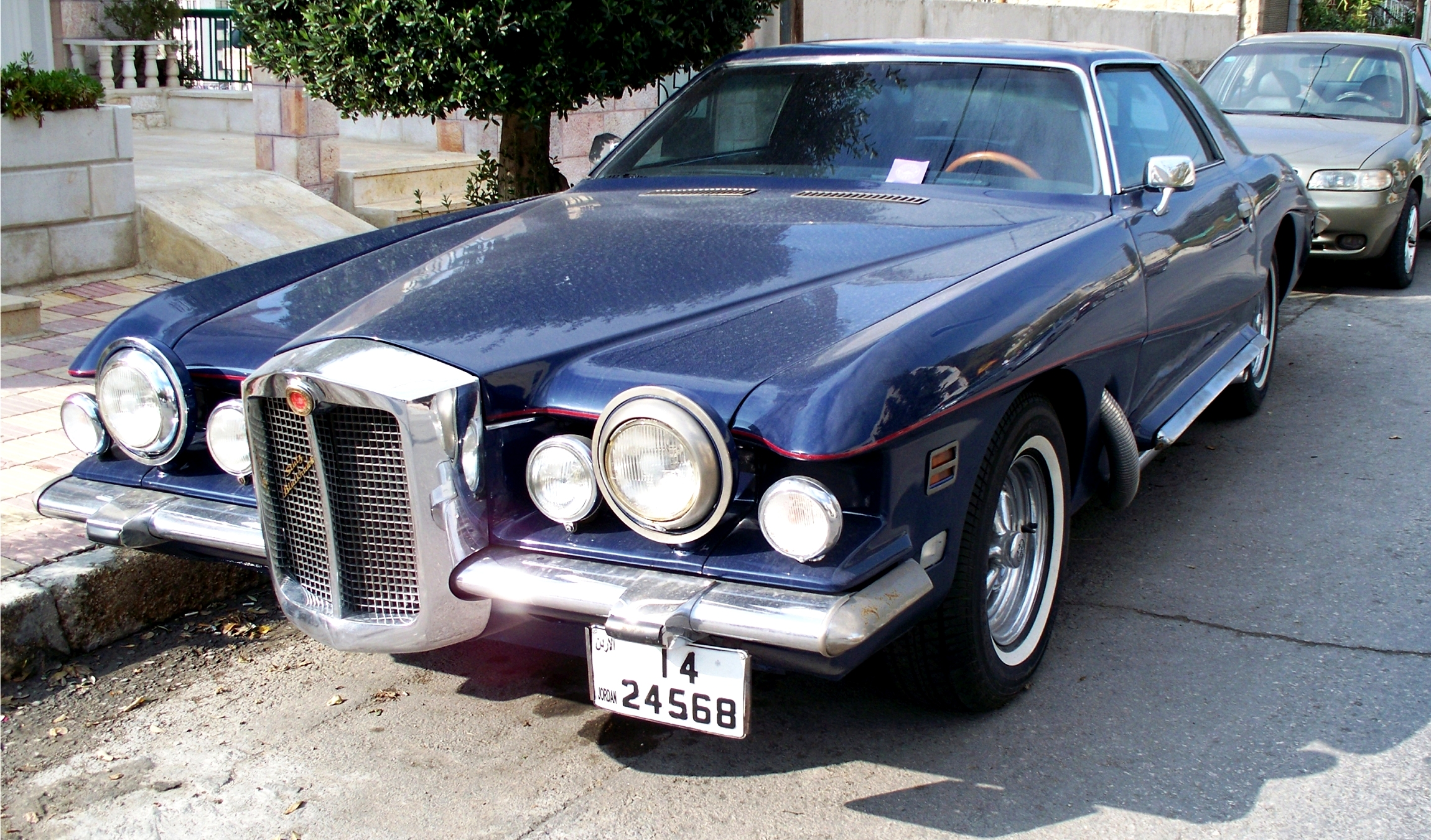
Stutz Blackhawk III

- Mercury Cougar (1973–1976)
- Continental Mark III-VI

Chrysler Corporation
- Chrysler Cordoba
- Chrysler Imperial
- Dodge Charger
- Dodge Magnum
- Dodge Mirada
- Imperial (1981–1983)

American Motors Corporation
- AMC Matador (ab Baujahr 1974)

Andere (USA)
- Stutz Blackhawk
- Zimmer Cordoba

## Technologieträger
Der gegenüber den Volumenmodellen zugunsten der Optik eingeschränkte Nutzen dieser Fahrzeuge führte zu verhältnismäßig geringen Stückzahlen. Daher bot es sich an, dem Publikum neue technische Lösungen und exklusive Extras erst in Personal Luxury Cars zugänglich zu machen und im Erfolgsfall auf weitere Modellreihen auszuweiten. Dazu gehörten teilweise auch Weltpremieren:
- Antiblockiersystem (ABS; 1969 bei Lincoln, Ford, Cadillac)
- Frontantrieb (mit 7,0l - V8)
- Klimaautomatik
- Luftfederung
- Airbag (Oldsmobile, frühe 70er)
- Turbine (Chrysler, 1962–1964)

Eine der weitreichendsten Neuerungen, der Frontantrieb für große Fahrzeuge, eingeführt in der Nachkriegsproktion 1966 für den Oldsmobile Toronado und 1967 für das Schwestermodell Cadillac Eldorado, vermochte sich indes nicht durchzusetzen. Erst die kompakten Konstruktionen aus Europa und Japan führten zu namhaften Stückzahlen auch solcher Fahrzeuge.
Anfangs hatten Personal Luxury Cars durchweg eine stärkere Basismotorisierung als die vergleichbaren Volumenmodelle. Bis Anfang der 1970er Jahre waren große V8-Motoren mit über 5,8 Litern Hubraum die Norm. Höhere Treibstoffkosten, explodierende Versicherungsprämien und die Einführung des Flottenverbrauchs führten allmählich zu kleineren Motoren. Entsprechend war es Ende der 1970er Jahre bereits bei vielen Herstellern die Norm, als Basismotor einen vergleichsweise kleinen Sechszylindermotor anzubieten.

## Nachzügler und Weiterentwicklungen

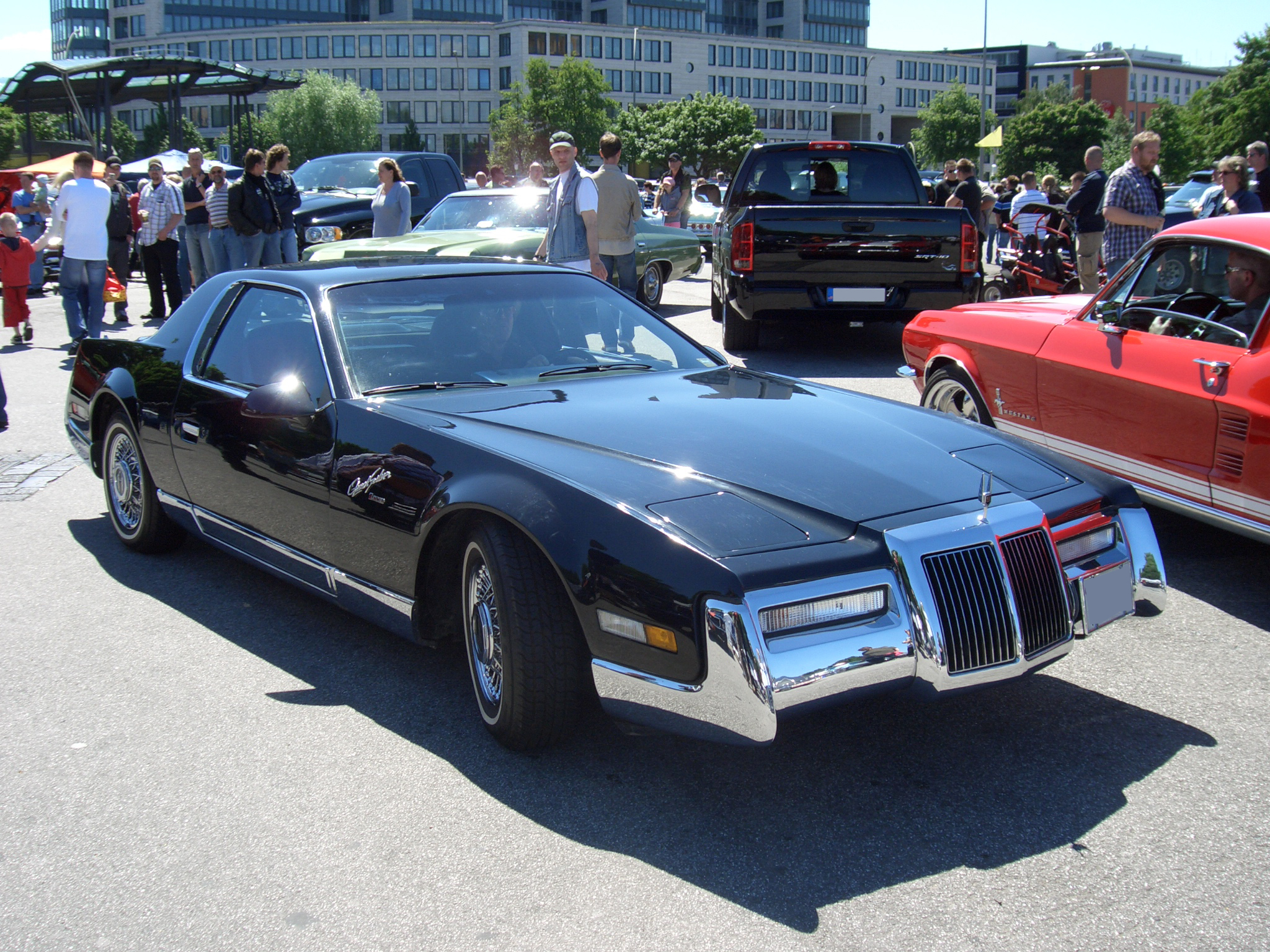
Zimmer Quicksilver (ca. 1983)

Das Konzept hatte sich in den 1980er-Jahren weitgehend überlebt. Mit der Benzinkrise verschwanden die großen Fahrzeuge, welche die Basis der typischen Personal Luxury Cars geliefert hatten und die Hersteller setzten andere Prioritäten. Immer mehr näherten sich die US-Hersteller in ihren Fahrzeugkonzepten dem in Europa und anderswo Üblichen an. Der Cadillac XLR etwa ließe sich durchaus als Personal Luxury Car einordnen, wird jedoch vom Hersteller selbst als Roadster klassifiziert.
Die meisten Personal Luxury Cars verschwanden vom Markt oder wurden, wie etwa der Pontiac Grand Prix ab 1988, als Modellreihen für Familienwagen neu lanciert. Die eigentliche Nachfolge traten in den USA die großen SUV und Minivans an, welche außerdem den typischen Station Wagon verdrängten. Die letzten Modelle, die noch angeboten wurden, waren
- Oldsmobile Toronado bis 1992
- Ford Thunderbird bis 1997
- Mercury Cougar bis 1997
- Lincoln Continental Mark VII & VIII bis 1998
- Buick Riviera bis 1998
- Cadillac Eldorado bis 2002

Außerdem entstanden einige Fahrzeuge, die mehr oder weniger in das Raster der früheren Personal Luxury Cars passen. Dem Trend entsprechend wurden sie eher offen ausgelegt und boten zwei bis fünf Personen Platz. 
In diese Kategorie gehören etwa 
- Cadillac Allanté (1987–1993)

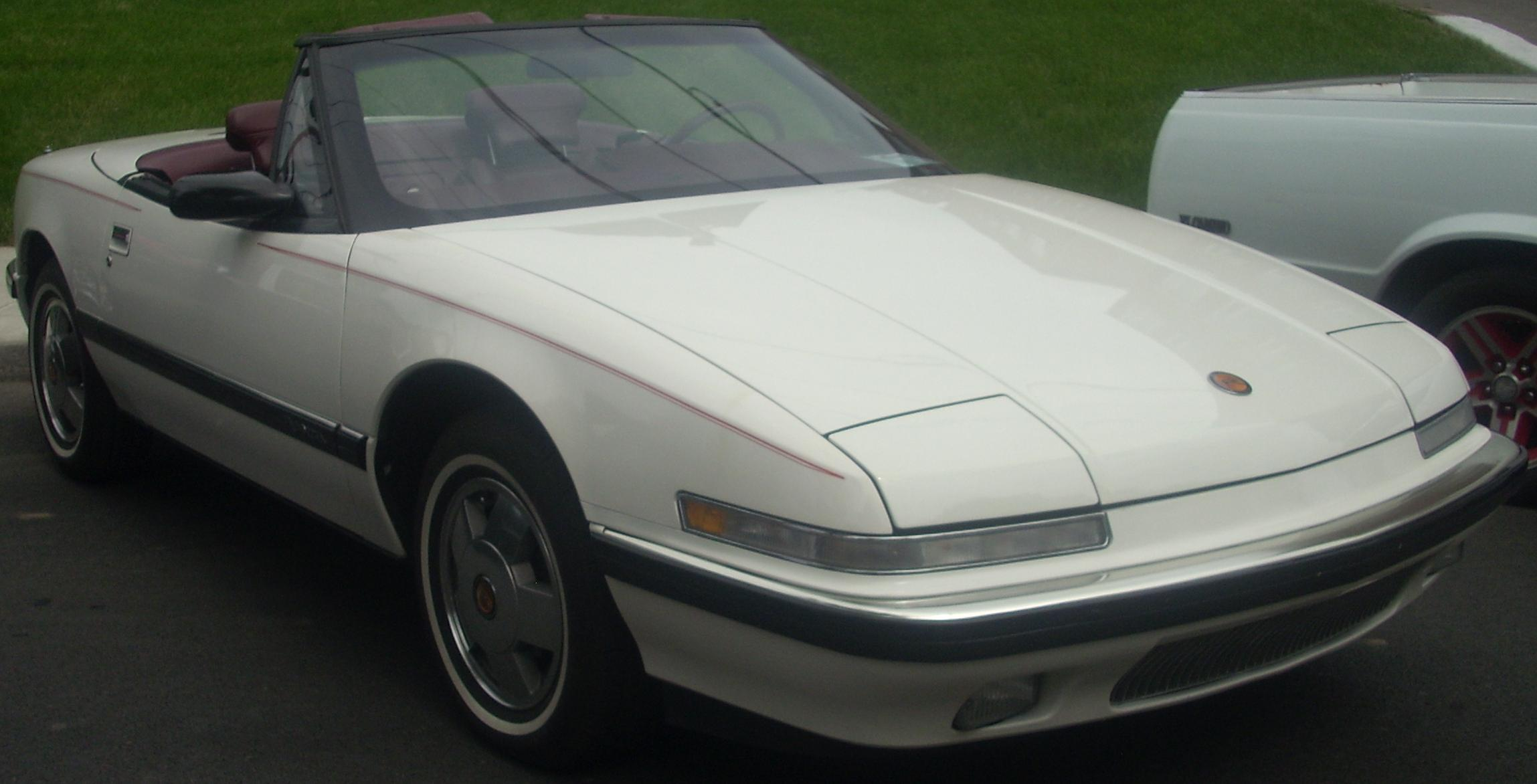
Buick Reatta Convertible (1990)

- Chrysler TC by Maserati (1989–1991)
- Buick Reatta (1988–1991)

Alle diese Modelle waren wenig erfolgreich und verschwanden schon nach wenigen Jahren wieder aus dem Angebot.

## Beispiele europäischer Personal Luxury Cars

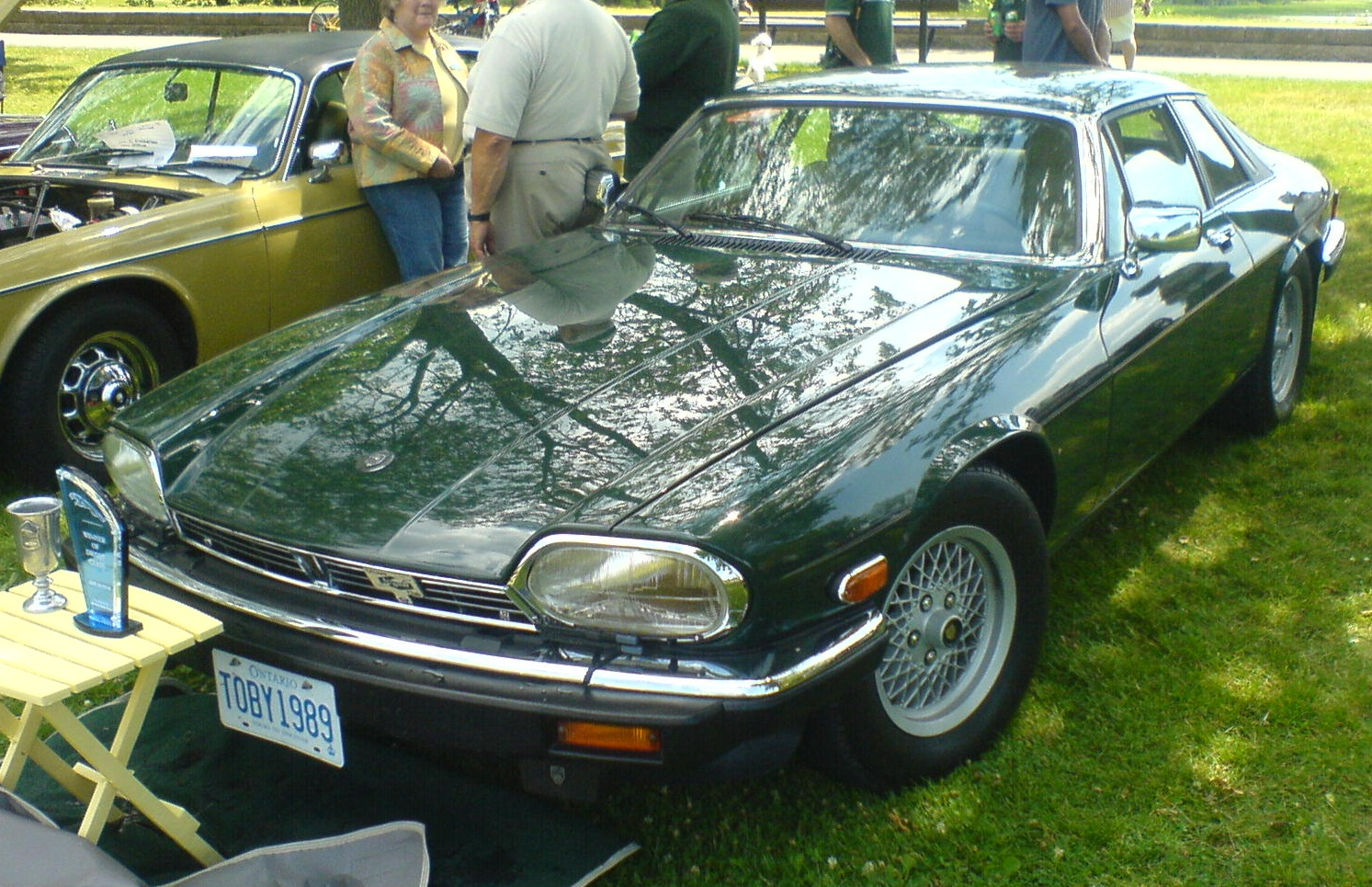
Jaguar XJ-S (1989)

Bei den europäischen Varianten stand oft auch die Sportlichkeit im Vordergrund. Daher lassen sich gemäß Definition etliche dieser Modelle sowohl als Personal Luxury Car oder unter dem nicht minder schwammigen Begriff des Gran Turismo einordnen. Frühe Beispiele dafür sind etwa die wenigen noch gebauten Fahrzeuge mit Sonderkarosserien wie etliche Versionen des Delahaye Type 135 und 235, von Talbot-Lago, der Bugatti 101 oder auch Bentley R-Type Continental und Bentley S-Type Continental oder die großen Facel Vega V8 (Coupés und Cabriolets). Sie werden aber i. d. R. als GT aufgelistet.
Am ehesten lassen sich Citroën SM, der Jaguar XJ-S, die S-Klasse-Coupés von Mercedes oder die BMW 6er und BMW 8er in die Personal Luxury Car Kategorie einordnen.